# Otto Leuze
Otto Leuze (* 30. August 1881 in Wolfschlugen; † 27. April 1931 in Stuttgart) war ein deutscher Bibliothekar.

## Wirken
Otto Leuze besuchte das Karls-Gymnasium Stuttgart und war anschließend von 1895 bis 1899 Seminarist am Evangelischen Seminar Maulbronn bzw. Blaubeuren. Bis 1903 studierte er dann Evangelische Theologie und Philosophie an der Eberhard Karls Universität Tübingen und legte dort die erste theologische Dienstprüfung ab. Nach dem Dienst als Vikar in der Evangelischen Landeskirche in Württemberg, unterbrochen von einem Studienaufenthalt an der Universität Berlin im Wintersemester 1904/1905 folgte die zweite theologische Dienstprüfung im Jahre 1906. Nach kurzer Zeit als Repetent am Evangelisch-theologischen Seminar Urach trat er 1907 an der Württembergischen Landesbibliothek in den höheren Bibliotheksdienst ein und arbeitete dort bis zu seinem frühen Tod 1931. Seine Promotion an der Universität Tübingen erfolgte 1909. Der Professorentitel wurde ihm 1918 verliehen. Neben seiner Arbeit als Fachreferent beschäftigte sich Leuze neben der Einbandforschung mit der Erschließung vor allem von Inkunabeln. Er erschloss die Prädikantenbibliothek in Isny. Außerdem legte er einige Bände der „Bibliographie der württembergischen Geschichte“ vor.

## Schriften
- Das Augsburger Domkapitel im Mittelalter. Ein Beitrag zur Verfassungs- und Verwaltungsgeschichte der deutschen Domkapitel. Hirmer, Augsburg 1908 (Dissertation Universität Tübingen, mit Lebenslauf) (Digitalisat).
- (Hrsg.): Eduard Zeller / Kleine Schriften. Drei Bände. Reimer, Berlin 1910/1911.
- Politische Briefe von D. F. Strauß. In: Ludwigsburger Geschichtsblätter, Bd. 6 (1911), S. 34–50.
- (mit Theodor Schön): Bibliographie der württembergischen Geschichte. Die ortsgeschichtliche und biographische Literatur von 1896-1905. Kohlhammer, Stuttgart 1915.
- Eines Pfarrers Nachlaß in der kgl. Landesbibliothek Stuttgart. In: Blätter für württembergische Kirchengeschichte, N.F., Bd. 19 (1915), S. 177–185.
- Die Wiegendrucke der Bibliothek der Ev. Nikolauskirche in Isny. Kohlhammer, Stuttgart 1916.
- Neue handschriftliche Nachlässe in der Württ. Landesbibliothek (Wilhelm Dieterich, Albert Knapp, Theodor Pressel). In: Blätter für württembergische Kirchengeschichte, N.F., Bd. 24 (1920), S. 115–119.
- Isnyer Altdrucke. Verzeichnis der in der Bibliothek der Ev. Nikolauskirche in Isny vorhandenen Drucke aus der Zeit von 1501 bis 1517. Scheufele, Stuttgart 1921.
- Isnyer Reformationsdrucke. Verzeichnis der in der Bibliothek der ev. Nikolauskirche in Isny vorhandenen Drucke aus den Jahren 1518 bis 1529. Isny i. Allgäu 1924 (Nachdruck: De Graaf, Nieuwkoop 1965).
- Bibliographie der württembergischen Geschichte. Enthaltend die allgemeine Literatur von 1906–1915 (Mit Nachträgen). Kohlhammer, Stuttgart 1926.
- Weitere Bucheinbände von Johann Richenbach. In: Zentralblatt für Bibliothekswesen, Bd. 43 (1926), S. 235–245.
- Bibliographie der württembergischen Geschichte. Enthaltend die ortsgeschichtliche Literatur von 1906 bis 1915. Mit Nachträgen. Kohlhammer, Stuttgart 1927.
- Das hundertfünfzigjährige Jubiläum der Landesbibliothek Fulda am 3. Juni. In: Zentralblatt für Bibliothekswesen, Bd. 45 (1928), S. 659–663.
- Ein Nürnberger Lederschnittband in der Esslinger Kirchenbibliothek. In: Jahrbuch der Einbandkunst, Bd. 2 (1928), S. 38–46.
- Bibliographie der württembergischen Geschichte. Enthaltend die biographische Literatur von 1906 bis 1915. Mit Nachträgen. Kohlhammer, Stuttgart 1929.
- Ein über vierhundert Jahre altes Meßbuch und seine Schicksale (Missale Mellicense. Nürnberg, Georg Stuchs, ca. 1499, in der Württ. Landesbibliothek Stuttgart). In: Besondere Beilage des Staats-Anzeigers für Württemberg, Nr. 7, 31. Juli 1929, S. 194–198.
- Zur Geschichte der zweiten Stuttgarter Presse 1522–1524 (Hans Werlich, genannt Hans von Erfurt.). In: Besondere Beilage des Staats-Anzeigers für Württemberg, Nr. 8, 31. August 1929, S. 227f.
- Mit Holzschnitten verzierte Buchumschläge des 15. Jahrhunderts in der Württembergischen Landesbibliothek in Stuttgart. In: Albert Hartmann (Hrsg.): Festschrift für Georg Leidinger zum 60. Geburtstag am 30. Dez. 1930. Schmidt, München 1930, S. 165–170.
- Zehn Jahre Makulaturforschung in der Inkunabelsammlung der Württ. Landesbibliothek in Stuttgart. In: Zentralblatt für Bibliothekswesen, Bd. 48 (1931), S. 1–8.
- Eine Sammlung von Swedenborg-Literatur in der Württembergischen Landesbibliothek in Stuttgart aus dem Besitz des J. G. Mittnacht, geb. 1831 in Flacht (Württ.). In: Blätter für württembergische Kirchengeschichte, N.F., Bd. 37 (1933), S. 83–87.